# مذابح فيسيغراد
مذابح فيسيغراد كانت أعمال قتل جماعي ارتُكبت ضد السكان المدنيين البوشناق في بلدة وبلدية فيسيغراد أثناء التطهير العرقي لشرق البوسنة والهرسك من قبل الشرطة والقوات العسكرية الصربية خلال ربيع وصيف عام 1992 في بداية حرب البوسنة والهرسك.
وفقا لوثائق المحكمة الجنائية الدولية ليوغوسلافيا السابقة بناء على تقارير الضحايا قُتل حوالي 3000 بوسني خلال أعمال العنف في فيسيغراد والمناطق المحيطة بها بما في ذلك حوالي 600 امرأة و119 طفل. ووفقا للمحكمة الجنائية الدولية ليوغوسلافيا السابقة فقد تعرضت فيسيغراد «لواحدة من أكثر حملات التطهير العرقي شمولا ووحشية في الصراع البوسني». وفقا لمركز الأبحاث والتوثيق قُتل أو فقد 1661 من البوشناق في فيسيغراد.
وصفت وحشية جرائم العنف التي ارتكبها صرب البوسنة والهرسك في مذابح فيسيغراد والفعالية التي قُتل بها جميع سكان البلدة البوشناق أو تم ترحيلهم من قبل القوات الصربية في عام 1992 قبل فترة طويلة من وقوع أحداث مماثلة في سريبرينيتشا بأنها تلخص تم تنفيذ الإبادة الجماعية للسكان البوسنيين في شرق البوسنة والهرسك بناء على أوامر من زعيم صرب البوسنة والهرسك رادوفان كاراديتش ونظيره العسكري الجنرال راتكو ملاديتش.

## المجازر
في 6 أبريل 1992 احتل جيش يوغوسلافيا الشعبي فيسيغراد بعد عدة أيام من القتال. عند الاستيلاء على المدينة شكلوا بلدية فيسيغراد الصربية وسيطروا على جميع مكاتب الحكومة البلدية. في 19 مايو 1992 انسحب جيش يوغوسلافيا الشعبي رسميا من المدينة. بعد ذلك بوقت قصير بدأ الصرب المحليون والشرطة والقوات شبه العسكرية إحدى أشهر حملات التطهير العرقي في النزاع والتي تهدف إلى تخليص المدينة بشكل دائم من سكانها من البوسنيين. أعلن الحزب الديمقراطي الصربي الحاكم أن فيسيغراد مدينة «صربية». فقد جميع غير الصرب وظائفهم وبدأت جرائم القتل. هاجمت القوات الصربية (التي يشار إليها أحيانا باسم «النسور البيضاء» و«المنتقمون» والمرتبطة بفوييسلاف شيشيلي زعيم الحزب الصربي الراديكالي الصربي القومي المتطرف) ودمرت عدد من القرى البوسنية. وقتل عدد كبير من المدنيين البوسنيين العزل في بلدة فيسيغراد بسبب عرقهم. قُتل المئات من البوشناق في إطلاق نار عشوائي.
باستثناء عدد قليل على ما يبدو ممن هربوا تم إطلاق النار على جميع الرجال البوسنيين القادرين على العمل وشباب فيسيغراد الذين لم يفروا من البلدة أو قتلوا بطريقة أخرى وفقا للناجين. وفقا لإحصاء يوغوسلافيا عام 1991 كان عدد سكان بلدية فيسيغراد حوالي 21000 نسمة قبل النزاع 63٪ بوشناق و33٪ صرب البوسنة والهرسك.
كل يوم يُقتل رجال ونساء وأطفال من البوشناق على جسر نهر درينا وتُلقى جثثهم في النهر. تم القبض على العديد من الرجال والنساء البوسنيين واحتجازهم في مواقع مختلفة في المدينة. اغتصب الجنود الصرب النساء وألحقوا الرعب بالمدنيين. حدثت عمليات نهب وتدمير للممتلكات البوسنية والكرواتية يوميا وتم تدمير المساجد في فيسيغراد. كما تورطت القوات الصربية في عمليات نهب وتدمير واسعة النطاق ومنهجية لمنازل وقرى البوسنيين. تم هدم مسجدي البلدة. تم اعتقال العديد من البوسنيين الذين لم يُقتلوا على الفور في مواقع مختلفة من المدينة وكذلك في الثكنات العسكرية السابقة لجيش يوغوسلافيا الشعبي في أوزامنيكا على بعد 5 كيلومترات خارج فيسيغراد واحتُجز البعض في فندق فيلينا فلاس أو في أماكن احتجاز أخرى في المنطقة. كان فندق فيلينا فلاس بمثابة معسكر «للدعارة». تم إحضار النساء والفتيات البوسنيات بما في ذلك العديد من النساء اللائي لم يبلغن من العمر 14 عام إلى المعسكر من قبل ضباط الشرطة وأعضاء الجماعات شبه العسكرية النسور البيضاء ورجال أركان وفوييسلاف شيشيلي.

### جرائم الجسر
وفقا للناجين والتقرير المقدم إلى المفوضية من قبل الحكومة البوسنية فقد تم استخدام نهر درينا لإلقاء العديد من جثث الرجال والنساء والأطفال البوسنيين الذين قُتلوا حول المدينة وعلى جسر محمد باشا سوكولوفيتش الشهير فضلا عن الجديد. يوما بعد يوم قامت القوات شبه العسكرية الصربية بإنزال شاحنات محملة بالمدنيين البوسنيين إلى الجسر وضفة النهر وتفريغها وإطلاق النار عليها وإلقائها في النهر.
في 10 يونيو 1992 دخل ميلان لوكيتش مصنع فاردا وجمع سبعة رجال بوسنيين من محطات عملهم. بعد ذلك أخذهم إلى ضفة نهر درينا أمام المصنع حيث اصطفهم في صف. ثم أطلق عليهم النار على مرأى من عدد من المتفرجين بمن فيهم زوجة وابنة أحد الضحايا إبريسيم مميسيفيتش. قُتل الرجال السبعة جميعا.
في تقرير قدمته حكومة البوسنة والهرسك إلى مفوضية الأمم المتحدة لشؤون اللاجئين في عام 1993 زُعم أنه في مناسبة أخرى أثناء مقتل مجموعة مؤلفة من 22 شخص في 18 يونيو 1992 قامت مجموعة لوكيتش بتمزيق كلى عدة أفراد بينما كان الآخرون مقيدين بالسيارات ويتم جرهم في الشوارع. تم إلقاء أطفالهم من الجسر وإطلاق النار عليهم قبل أن يصطدموا بالمياه.
في صيف عام 2010 عندما تم تخفيض مياه بحيرة بيروتشاتش ونهر درينا في أعلى البحيرة نتيجة لأعمال الصيانة في سد بايينا باشتا تم العثور على رفات أكثر من 300 ضحية لتحديد هويتهم.

### حريق شارع بيونيرسكا ونيران بيكافاتش
في حريق شارع بيونيرسكا في 14 يونيو 1992 تم حبس مجموعة من 70 من المدنيين البوسنيين معظمهم من قرية كوريتنيك بشكل جماعي في منزل في شارع بيونيرسكا في فيسيغراد. تم إخراج بعض النساء واغتصابهن قبل إعادتهن إلى المنزل. ثم ألقيت قنبلة يدوية في الداخل مما أسفر عن مقتل البعض. ثم أضرمت النيران في المنزل وترك سكانه يحترقون حتى الموت. قتل 59 شخص لكن نجا عدد قليل. جاء جميع الناجين الذين ما زالوا على قيد الحياة للإدلاء بشهاداتهم أمام المحكمة الابتدائية للمحكمة الجنائية الدولية ليوغوسلافيا السابقة في محاكمة أبناء عموم لوكيتش.
في حريق بيكافاتش في 27 يونيه 1992 أُجبر ما يقرب من 70 مدني من البوشناق على اقتحام غرفة واحدة في منزل في مستوطنة بيكافاتش بالقرب من فيسيغراد. بعد السطو على الأسرى أضرمت النيران في المنزل وحرق سكان المنزل أحياء. وخلصت المحكمة الابتدائية إلى مقتل ما لا يقل عن 60 من المدنيين البوسنيين. وشهدت زهرة تورياتشانين فيما يتعلق بهذه الحادثة:

### مذبحة باكلينيك
في 14 يونيو 1992 تم فصل العشرات من الرجال البوسنيين عن قافلة مدنية منظمة تغادر فيسيغراد وتم إعدامهم بشكل منهجي في اليوم التالي من قبل جنود من لواء فيسيغراد في جيش صرب البوسنة والهرسك فيما أصبح يعرف باسم مذبحة باكلينيك. تم إطلاق النار على حوالي 50 من المدنيين البوسنيين وألقيت جثثهم في واد يسمى بروباست (سقوط). كان الناجي الوحيد فريد سباهيتش شاهد رئيسي في قضيتي ميتار فاسيلييفيتش ونيناد تاناسكوفيتش.

### مذبحة بوسانسكا ياغودينا
في 26 مايو 1992 نظمت البلدية بقيادة الحزب الديمقراطي الصربي حافلات لترحيل البوسنيين من فيسيغراد إلى مقدونيا. بالقرب من بوسانسكا ياغودينا تم إنزال 17 من البوشناق من الحافلة وقتلهم أمام شهود العيان فيما يعرف بمذبحة بوسانسكا ياغودينا. تم اكتشاف رفاتهم في مقبرة جماعية في عام 2006. ويعتقد أن جريمة الحرب هذه قد ارتكبت على الأرجح من قبل المجموعة شبه العسكرية «المنتقمون» بقيادة ميلان لوكيتش تحت سيطرة جيش جمهورية صرب البوسنة.

### مذبحة باريمو
في أغسطس 1992 هاجم جيش جمهورية صرب البوسنة باريمو وأحرق القرية بأكملها والمباني الدينية. قُتل ما مجموعه 26 من المدنيين البوسنيين. وكان عدد كبير منهم من النساء والأطفال. أكبر ضحية كانت هاليلوفيتش هانكا المولودة عام 1900 وأصغرها بايريش فضيلة أمير ولدت عام 1980.

### عمليات استخراج الجثث من بحيرة بيروتشاتش

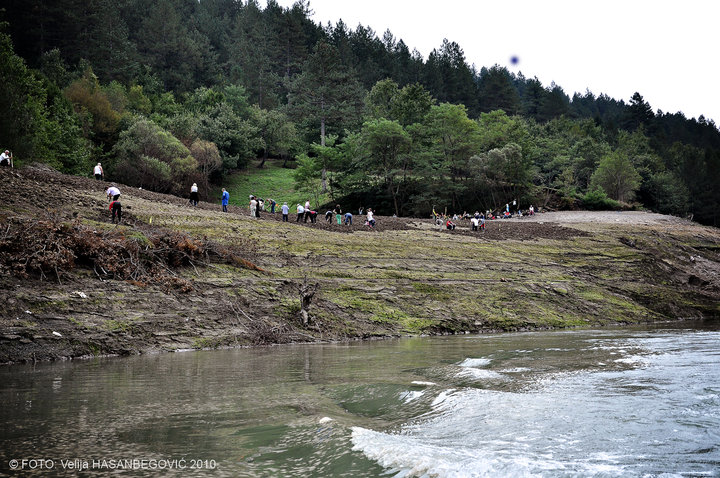
متطوعون يبحثون عن رفات بشرية في بحيرة بيروتشاتش، 19 أكتوبر 2010.

في يوليو وأغسطس 2010 عندما تم تخفيض منسوب مياه خزان بيروتشاتش خلف سد بايينا باشتا الكهرمائي أثناء إجراء أعمال الصيانة والإصلاح في السد تم اكتشاف رفات العديد من المدنيين الذين لقوا حتفهم في مذابح فيسيغراد في عام 1992 في الأيام الأولى لحرب البوسنة والهرسك. ويعتقد أيضا أن جثث ضحايا نزاع كوسوفو عام 1999 موجودة في البحيرة.
بين 19 يوليو و9 أغسطس 2010 تم العثور على رفات 60 شخص في بحيرة بيروتشاتش. يعتقد أمور ماشوفيتش رئيس المعهد البوسني للأشخاص المفقودين والمسؤول عن تحقيقات الطب الشرعي في البحيرة أنهم قُتلوا جميعا في فيسيغراد أو على بعد بضعة كيلومترات من المنبع في موهيتشي وكورتاليتشي وألقيت جثثهم في درينا. عندما وصلت الجثث إلى البحيرة علقت بفروعها أو علقت في الوحل والرمل الضحل.
كما بحث الغواصون عن جثث ألبان كوسوفو من شاحنة التبريد التي ألقيت في البحيرة في عام 1999. على الرغم من أنه تم انتشال عشرات الجثث من الشاحنة عندما تم اكتشافها في عام 2003 يُعتقد أن هناك المزيد من الجثث في البحيرة حيث كانت أبواب السيارة مفتوحة عندما تم العثور عليه.
انضم ممثلو لجنتي المفقودين من صربيا وكوسوفو إلى فريق المعهد في إجراء فحص مشترك لامتداد ثمانية كيلومترات من البحيرة. تم إطلاق النار على أعضاء فريق المعهد من قرية بلاس بالقرب من فيسيغراد بعد حوالي 10 أيام من بدء البحث.
تم اكتشاف رفات ثلاثة جنود ألمان على الأقل من الجيش الألماني من الحرب العالمية الثانية خلال تحقيقات عام 2010.
يعتقد أمور ماشوفيتش أن هناك أكثر من 2000 جثة في البحيرة مما يجعلها «أكبر مقبرة جماعية في أوروبا». اعتبارا من 23 سبتمبر 2010 تم انتشال بقايا 373 جثة يعتقد أن معظمها لضحايا مذابح فيسيغراد من الخزان والذي كان من المقرر البدء في إعادة تعبئته في 26 سبتمبر.
انضم العديد من المتطوعين إلى الفرق الرسمية التي تبحث عن الجثث لكن السلطات الصربية التي انتقدها ماشوفيتش لعرقلة العمل أصرت على إعادة السد إلى الخدمة وإعادة تعبئته قبل اكتمال أعمال الاسترداد.
في 26 أكتوبر 2010 قال ماشوفيتش في مؤتمر صحفي في سراييفو إنه تم اكتشاف 396 «حالة» خلال التحقيق الذي دام شهرين ونصف الشهر. لقد استخدم مصطلح «الحالات» بدل من «الضحايا» لأنه في بعض الحالات تم العثور على عظم أو ساق أو ذراع أو ضلع فقط وليس هيكل عظمي كامل. لكنه يعتقد أنه يمكن التعرف على ما بين 97 و120 ضحية بعد تحليل الطب الشرعي للرفات. وشمل هؤلاء ستة جنود نمساويين-مجريين من الحرب العالمية الأولى لكن معظمهم من البوشناق من فيسيغراد. وأشار ماشوفيتش إلى أن 800 شخص على الأقل ما زالوا في عداد المفقودين من فيسيغراد منذ حرب 1992-1995. صرح فيليكو أودالوفيتش رئيس اللجنة الصربية للمفقودين في المؤتمر الصحفي بأن اكتشاف مصير 14500 ضحية من ضحايا الحرب مدرجين في عداد المفقودين في يوغوسلافيا السابقة هو مسألة «حضارية وإنسانية» وشرط مسبق للمصالحة واستقرار العلاقات.

## الإنتخاب
يُعرف القتل الانتقالي بأنه القتل المنظم للقيادة السياسية والاقتصادية للمجتمع حتى لا يتمكن المجتمع من التجدد. بعد أن احتل جيش يوغوسلافيا الشعبي فيسيغراد سيطرت لجنة الأزمة الصربية (بقيادة الحزب الديمقراطي الصربي) على البلدية. تم طرد كبار المفكرين البوسنيين والقادة السياسيين والنشطاء وأعضاء الجماعة الدينية الإسلامية وضباط الشرطة من العمل أو اعتقالهم أو سجنهم أو دعوتهم إلى «محادثات إعلامية» أو وضعوا قيد الإقامة الجبرية. وزود ضباط الشرطة الصرب المجموعات شبه العسكرية الصربية بقوائم تضم البوشناق الذين يمتلكون أسلحة نارية. ثم توجهت المجموعات شبه العسكرية منفردة إلى رجل وطلبت منهم تسليم أسلحتهم النارية. تم قتل المثقفين البوسنيين بشكل منهجي.

## المحاكمات

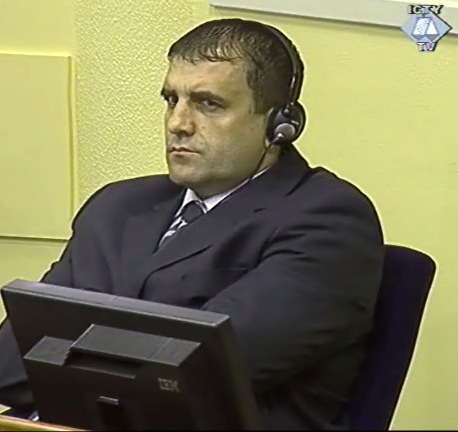
ميلان لوكيتش أمام المحكمة الجنائية الدولية ليوغوسلافيا السابقة في لاهاي، 2009 (الصورة مقدمة من المحكمة الجنائية الدولية ليوغوسلافيا السابقة).

في عام 1996 وجهت المحكمة الجنائية الدولية ليوغوسلافيا السابقة في لاهاي لائحة اتهام إلى ميلان لوكيتش وسريدوي لوكيتش وميتار فاسيلييفيتش بتهمة الاضطهاد كجريمة ضد الإنسانية و«إبادة عدد كبير من المدنيين بمن فيهم النساء والأطفال وكبار السن». وخلصت المحكمة في حكمه إلى أن لوكيتش وقواته ربما قتلوا آلاف الأشخاص في الفترة ما بين 1992 و1993.
دراغوتين دراغيتشيفيتش يقضي عقوبة بالسجن لمدة 20 عام وأدين جورجي شيفيتش بالسجن لمدة 15 عام بينما حكم على اثنين آخرين بالسجن لمدة 20 عام غيابيا ميلان لوكيتش الذي تم اعتقاله وتسليمه إلى محكمة لاهاي وأوليفر كرسمانوفيتش لا يزال هارب. حكمت محكمة لاهاي على ميتار فاسيلييفيتش بالسجن 15 عام لارتكابه جرائم ضد الإنسانية. نظرت المحكمة الجنائية الدولية ليوغوسلافيا السابقة ومحكمة البوسنة والهرسك في القضايا التالية المتعلقة بجرائم الحرب في فيسيغراد:
- ميلان لوكيتش (مدى الحياة).
- سريدوي لوكيتش (30 عام ثم 27 عام عند الاستئناف).
- ميتار فاسيلييفيتش (20 عام ثم 15 عام عند الاستئناف).
- بوبان سيمشيتش (14 عام).
- زيليكو ليليك (13 عام).
- مومير سافيتش (18 عام).
- نيناد تاناسكوفيتش (12 عام ثم 8 أعوام عند الاستئناف).
- نوفو راياك (14 سنة).
- أوليفر كرسمانوفيتش (مدان).

## في الثقافة الشعبية والإعلام
تم تصوير سرد للمذبحة في الكوميديا الصحفية منطقة غورازده الآمنة لجو ساكو.
في عام 2013 صنعت المخرجة وكاتبة السيناريو البوسنية ياسميلا جبانيتش فيلم روائي لمن يستطيع أن يحكي لا حكايات تعرض لمجازر فيسيغراد.
في 11 أغسطس 2005 وصف الصحفي إد فوليامي وضع فيسيغراد في صحيفة الغارديان:
في 8 فبراير 2008 دعا عضو الكونجرس الأمريكي جون أولفر إلى إحياء ذكرى الإبادة الجماعية في البوسنة والهرسك وأولى اهتمام خاص لجرائم الحرب في فيسيغراد: